# Андреј Чохов
Андреј Чохов (рус. Андрей Чохов, око 1545−1629) био је руски артиљеријски мајстор који је живео и радио у Москви у 16. веку.

## Биографија
Андреј Чохов је био истакнути руски мајстор-ливац, који је израдио велики број топова и звона. Радио је у Москви у Артиљеријском заводу (рус. Пушечный двор) више од 40 година, где је направио велики број (преко 20 документованих) тешких топова, укључујући и Цар-топ (изливен 1586. године). Његова прва документована дела датирана су у 1568, а последња 1629, која се обично узима за годину његове смрти.
Мајстор Андреј излио је своје најпознатије дело, Цар-топ, у Артиљеријском заводу у Москви у зиму 1585-1586. Оруђе је сачувано у Кремљу као историјски споменик: цев му је украшена раскошним барељефима, калибра 875 мм, тежине око 40 тона, дужине 5.25 м (6 калибара). Камена ђулад тежила су по 1.965 кг. Био је намењен за одбрану Кремља гађањем дробљеним каменом, парчадима гвожђа и каменим картечом, због чега је добио назив рус. Дробовик Российский, али се из њега није никад гађало.